# Josef Hrubý (básník)
Josef Hrubý (10. května 1932, Černětice – 19. července 2017, Plzeň) byl český spisovatel, básník, překladatel, výtvarník a knihovník.

## Životopis
Otec Hrubého byl cirkusovým muzikantem a kapelníkem. V roce 1949 ukončil studium na obchodní akademii ve Vimperku, poté byl úředníkem ve Zbrojovce Strakonice a krátce působil v tiskovém oddělení Ústřední rady odborů. Jako novinář působil v pražském časopisu Směna (1951-1952). Po vojenské službě působil jako knihovnický inspektor v Sušici. V roce 1963 byl jedním ze zakládajících členů plzeňské literární skupiny Červen. V letech 1959–70 byl ředitelem Krajské lidové knihovny v Plzni (nyní Knihovna města Plzně). V roce 1970 byl odvolán z funkce a 20 let nesměl publikovat, vydával básně v samizdatu. Během těchto let pracoval v Krajském středisku státní památkové péče až do roku 1985, kdy odešel do důchodu. V letech 1972–1975 studoval na Filmové a televizní fakultě Akademie múzických umění v Praze u F. A. Šaly. Po roce 1989 vycházely jeho básně v evropských zemích (např. v Německu, Francii, Anglii, Makedonii, Litvě) a také v Egyptě, Libanonu a Iráku. Byl členem Střediska západočeských spisovatelů a členem PEN klubu.
Zemřel roku 2017 v Plzni. Pohřben byl na Lesním hřbitově na Ústředním hřbitově v Plzni, místo jeho posledního odpočinku bylo zařazeno mezi čestné hroby na hřbitově.

## Ceny
Seznam udělených cen od roku 2001:
- 2001 Cena Bohumila Polana, 1. místo (Pálení básní. Praha: Protis, 2000)
- 2005 Cena Bohumila Polana, 1. místo (Osoby. Plzeň: Fraus, 2004)
- 2007 Cena Plže, mimořádná cena
- 2008 Zeyerův hrnek (celoživotní dílo)
- 2008 Cena Brückenbauer - Stavitel mostů
- 2011 Magnesia Litera, Litera za poezii (Otylé ach. Galerie města Plzně, 2010)
- 2013 Umělecká cena města Plzně za celoživotní dílo [6]

## Knížky
- Hudba nechce spát, 1960
- Letokruhy, 1962
- Listy důvěrné, 1962
- Topoly, 1968
- Devět básní o Praze, 1981
- Ve jménu lásky lodí a ryb: verše 1975-1980, 1988
- Básně básně, 1991
- Brudersprache = Bratrský jazyk, 1991
- Oči oči = Gli occhi gli occhi, 1991
- Na prahu života, 1992
- Za pět peněz klíč, 1992
- Zrzavé Údolí, 1993
- Yorick, 1995
- Ištar, 1996
- Znamení býka,	1999
- Pálení básní,	2000
- Poèmes sur une carte postale = Básně na pohlednici, 2002
- Sedmá nota celá = La septième note ronde, 2002
- Osoby, 2004
- Krážem, 2005
- Miláček Arcimboldo, 2007
- Volyně a jiné krátké řádky, 2007
- Hovory, 2008
- Modř nebeská, 2009
- Otylé ach, 2010
- Polyphony: autentická poezie, 2010
- Salve, 2010
- Noční pošta, 2011
- Klíče ke městu, 2011
- Zimostráz, 2013
- Milost, 2013